# Гюндогмуш
Гюндогмуш (тур. Gündoğmuş) — город и район в провинции Анталья (Турция).

## История
Эти места были населены с античных времён. Ими владели персы, греки, римляне, византийцы, турки-сельджуки, и в итоге они вошли в состав Османской империи.